# Kanton Le Petit-Quevilly
Kanton Le Petit-Quevilly is een kanton van het Franse departement Seine-Maritime. Het kanton maakt deel uit van het arrondissement Rouen. 
In 2017 waren er 29 492 inwoners, dat is een dichtheid van 6780 inwoners/km². De oppervlakte bedraagt 4,35 km².

## Gemeenten
Het kanton Le Petit-Quevilly omvatte tot 2014 enkel de gemeente: Le Petit-Quevilly.
Bij decreet van 27 februari 2014, met uitwerking op 22 maart 2015, werd het uitgebreid met het noordelijk deel van de gemeente Sotteville-lès-Rouen.